# Jörg Pohl

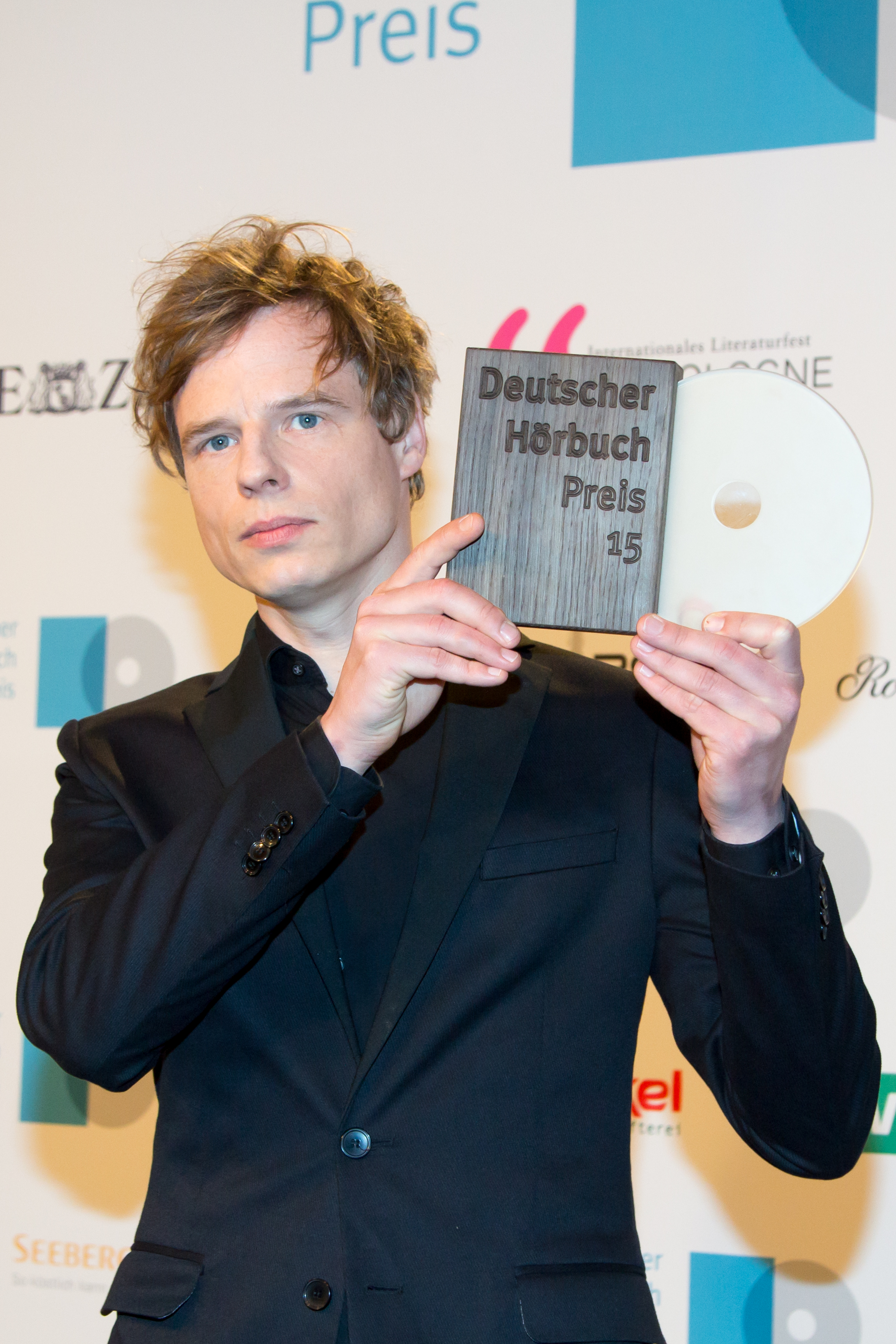
Jörg Pohl mit dem Deutschen Hörbuchpreis 2015

Jörg Pohl (* 1979 in Essen) ist ein deutscher Schauspieler.

## Leben und Wirken
Pohl studierte von 2002 bis 2005 Schauspiel an der Folkwang Hochschule in Bochum. Als Theaterschauspieler war er am  Schauspielhaus Bochum und am Schauspielhaus Zürich engagiert. Seit 2009 ist er Ensemblemitglied am Thalia Theater (Hamburg). Heute ist er zudem am Theater Basel aktiv.
Außerdem wirkte er in einigen Fernseh- und Kinoproduktionen mit.

## Filmografie (Auswahl)
- 1994: Lutz & Hardy (Fernsehserie, Folge Ein Auto verschwindet)
- 2000: Forsthaus Falkenau (Fernsehserie, Folge Der Waschbär)
- 2005: Ben – Nichts ist wie es scheint
- 2006: Nordstadt
- 2006: SOKO Köln (Fernsehserie, Folge Letzte Ausfahrt Chorweiler)
- 2008: Nichts geht mehr
- 2010: Diamantenhochzeit
- 2015: Mein vergessenes Leben
- 2018: Am Ende ist man tot

## Auszeichnungen
- 2008 Max-Ophüls-Preis als bester Nachwuchsdarsteller für seine Rolle in Nichts geht mehr
- 2010 Theaterpreis Hamburg – Rolf Mares für Die Welt ist Groß… im Thalia in der Gaußstraße
- 2014 Theaterpreis Hamburg – Rolf Mares (als Mitglied des Ensembles) für Moby Dick im Thalia Theater
- 2015 Deutscher Hörbuchpreis in der Kategorie Bestes Kinderhörbuch für Der Junge, der mit den Piranhas schwamm (Sprecher: Jörg Pohl)
- 2019 Nominierung für den Nestroy-Theaterpreis für seine Rolle in Liliom
- 2023 Gertrud-Eysoldt-Ring für seine Doppelrolle in Molière – der eingebildete Tote, uraufgeführt 2023 am Theater Basel